# Игарский (остров)
Игарский (ранее — Самоедский) — остров на реке Енисей, в Туруханском районе Красноярского края России.
На острове расположен небольшой посёлок и аэропорт Игарка. Между островом и городом ходит грузопассажирский паром «Анатолий Чмыхало», вмещающий 60 человек и груз общей массой до 150 тонн.
Согласно дореволюционным энциклопедическим и географическим изданиям, а также карте русского гидрографа А. И. Вилькицкого (1897 года), изначально остров носил название Самоедский, а протока, отделяющая его от берега, на котором сейчас расположен город Игарка, называлась Осетровой (в настоящее время — Игарская протока). В конце XIX века по двум берегам от острова находились два станка (мелких селения) — Сушковский и Игарский. Своё современное название остров Игарский получил уже после начала строительства города Игарка. При этом до своего переименования на Енисее были два острова с одинаковым названием — Самоедский (один из которых сохранил его до настоящего времени).
Подробно Игарская протока была исследована в 1927 году экипажем парохода «Тобол» под руководством его капитана Петра Филипповича Очеретько. Она оказалась удобной (тихой и глубоководной) для создания нового порта. В том же году из нового порта за границу был отправлен лес на судах «Гунгер», «Грантхейм» и «Сан-Жозеф».
В первом генеральном плане Игарки, разработанном советским архитектором Иваном Леонидовым, остров Самоедский рассматривался как неразрывная и особая часть города, куда должна быть перенесена часть города. При этом сам Леонидов, рассматривал остров как одну из самых красивых частей Игарки с пляжем, кедровым лесом и открывающейся широкой панорамой Енисея.